# Zarichne (Odesa)
Zarechnoye  (ucraniano: Зарічне) es una localidad del Raión de Bilhorod-Dnistrovskyi en el Óblast de Odesa de Ucrania. Según el censo de 2001, tiene una población de 315 habitantes.